# The Breakfast Club (radioprogramma)
The Breakfast Club was een Nederlands radioprogramma dat vanaf 5 oktober 1992 tot en met 31 december 1997 van maandag tot en met vrijdag van 6:00 tot 9:00 uur werd uitgezonden op Radio 3. Het programma, dat genoemd was naar de film The Breakfast Club uit 1985, werd gepresenteerd door Peter van Bruggen en Jeanne Kooijmans. Vaste invaller was Eddy Keur. In juni 1997 besloot de leiding van de KRO tegen de zin van de presentatoren om te stoppen met het populaire ochtendprogramma, omdat de omroep wilde verjongen en vernieuwen. Op donderdag 1 januari 1998 volgde Edwin Evers het presentatieduo op met zijn programma Evers staat op.
Op maandag 5 oktober 1992 werd de nieuwe horizontale programmering op het eveneens vernieuwde Radio 3 ingevoerd: iedere omroeporganisatie kreeg vaste tijden op een dag toegewezen om uit te zenden. De KRO kreeg de ochtenduren van 6:00 tot 9:00 uur toegewezen, en creëerde daarvoor The Breakfast Club. Enige tijd was het programma ook op de televisie te zien, maar was gewoon radio waarbij de kijkers een blik in de Radio 3 studio's (het Radio 3 Centrum) werd geboden.  
Een bekend onderdeel was Wat was er gisteren op TV? waarbij luisteraars konden bellen en hun mening geven over tv-programma's van de vorige avond. Ook werd vooruitgeblikt op de tv-programma's later op de avond.  
In juni 1993 kreeg het programma grote bekendheid naar aanleiding van een aanslag op een Turkse familie in het Duitse Solingen, met de actie Ik ben woedend, en kwam er een grootscheepse protestkaartenactie.